# International Herb
International Herb è un album discografico dei Culture, pubblicato dall'etichetta discografica Virgin Records nell'ottobre del 1979.

## Tracce
Tutti i brani composti da Joseph Hill.
Lato A
1. International Herb – 3:19
2. Jah Rastafari – 3:30
3. It a Guh Dread – 3:52
4. Rally Around Jahoviah's Throne – 3:48
5. The Land We Belong – 3:02

Durata totale: 17:31
Lato B
1. Ethiopians Waan Guh Home – 4:19
2. Chiney Man – 3:30
3. I Tried – 3:28
4. The Shepherd – 2:38
5. Too Long in Slavery – 3:39

Durata totale: 17:34

## Musicisti
Culture:
- Joseph Hill - voce solista, cori
- Lloyd Dayes (Kenneth) - voce, cori
- Albert Walker - voce, cori

The Revolutionaries:
- Radcliffe Dougie Bryan - chitarra
- Herman Marquis - sassofono alto
- Dean Frazer - sassofono tenore
- Clive Hunt - tromba
- Nambo Robinson - trombone
- Bertram Ranchie McLean - basso
- Sly Dunbar - batteria
- Mickey Richards - batteria
- Harry Powell - congas
- Sticky (Uziah Thompson) - percussioni